# یواس‌اس موکاسین (۱۸۶۴)
یواس‌اس موکاسین (۱۸۶۴) (به انگلیسی: USS Moccasin (1864)) یک کشتی بود که طول آن ۱۴ فوت ۵ اینچ (۴٫۳۹ متر) بود.